# Бошко Атанацковић
Бошко Атанацковић (Београд, 1940) је српски сликар.

## Биографија
Рођен је 1940. године у Београду где је завршио осам разреда гимназије. Завршио је курс летења на једрилици Чавка 1957. и курс моторне пилотаже на авиону Аеро 2 1961. Дипломирао је ваздухопловство на Машинском факултету Универзитета у Београду 1969. и сликарство на Факултету ликовних уметности Универзитета уметности у Београду 1972. у класи професорке Љубице Сокић. Радио је као наставник предмета Техничка механика, Машински елементи и Аутоматизација у производњи у Техничкој школи „Иво Лола Рибар” у Железнику 1969—1970. и на пословима структуралне механике и прорачуна чврстоће ваздухопловних конструкција у Ваздухопловнотехничком институту 1970—2005. године. Испред Института је учествовао на шеснаест домаћих и међународних скупова из Нацртне геометрије, Аналитичке геометрије, Информатике и Опште механике. Члан Удружења ликовних уметника Србије је постао 1976. године. Имао је тридесет и шест самосталних изложби у Србији, Француској и Швајцарској и учествовао је на преко двеста групних изложби у Србији, Панами, Куби, Сједињеним Америчким Државама, Француској, Шпанији, Белгији, Енглеској и Италији. Добитник је награде „Златно длето” за скулптуру „Стуб са две гране” на Пролећној изложби УЛУС-а 2009, других награда за скулптуру, керамику и инжењерске пројекте и права на индустријски дизајн код Завода за интелектуалну својину Републике Србије за мини летелицу кратког долета са прстенастим крилом „Скакавац” 2018. до 2042. године.